# Тоддін
Тоддін (нім. Toddin) — громада в Німеччині, розташована в землі Мекленбург-Передня Померанія. Входить до складу району Людвігслуст-Пархім. Складова частина об'єднання громад Гагенов-Ланд.
Площа — 11,03 км2. Населення становить Невірний параметр metadata 13 076 139 ос. (станом на 31 грудня 2020).

## Галерея

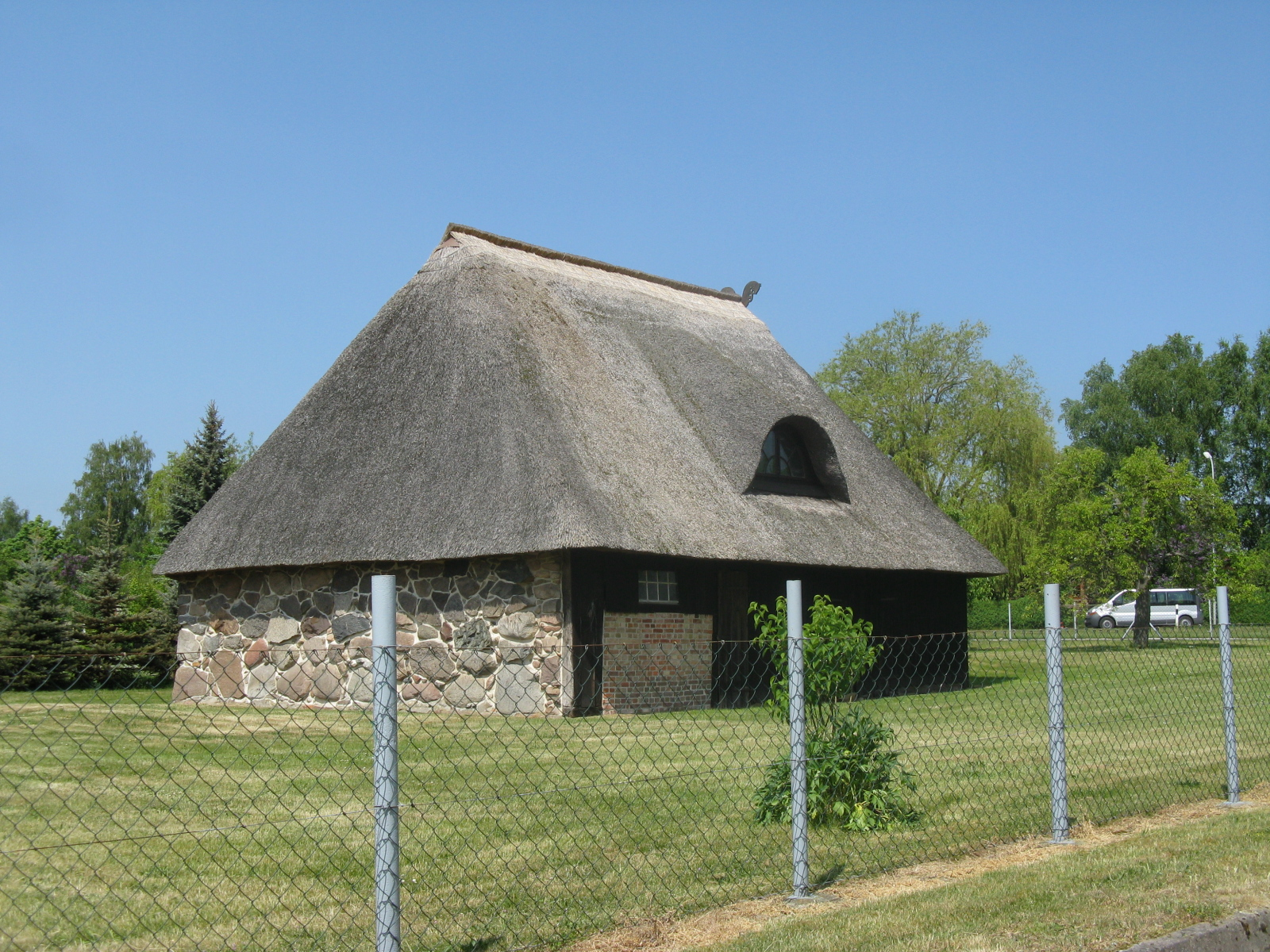